# 山形市立第四小学校
山形市立第四小学校（やまがたしりつ だいよんしょうがっこう）は、山形県山形市にある公立小学校である。

## 概要
山形市の中心部にあり、周囲には山形市役所、文翔館、山形メディアタワーの山形の政治、文化、マスコミの中心部に位置している。

## 沿革
- 1911年（明治44年）4月1日 - 山形市第四尋常小学校として開校[1]
- 1927年（昭和2年）7月10日 - 山形市立第四尋常高等小学校と改称（高等科併設）。
- 1941年（昭和16年）4月1日 - 国民学校令により山形市立第四国民学校改称。
- 1947年（昭和22年）4月1日 -  学制改革により山形市立第四小学校に改称。

## 学区
- 相生町、大手町、七日町三丁目、七日町四丁目5番から16番まで、錦町、旅篭町一丁目4番から20番まで、旅篭町二丁目、旅篭町三丁目、緑町一丁目、緑町二丁目、

六日町、薬師町二丁目1番から6番まで

## 卒業後
- 第五中学校に進学する。

## 著名な出身者
- 結城よしを（作詞家）
- 市川昭男（政治家・山形市長）
- 橋本マナミ（タレント・女優）